# سورية أهل حماد
سورية أهل حماد هي سياسية ونائبة برلمانية مغربية وُلدت في مدينة الداخلة في المغرب.

## مسيرتها المهنية
انتخبت سورية أهل حماد كعضو في البرلمان المغربي في الانتخابات التشريعية المغربية لعام 2016 وحتى عام 2021 عن الدائرة الانتخابية الوطنية الجزء الأول المخصص للنساء كممثلة لحزب التجمع الوطني للأحرار عن مينة الداخلة، وضمن الكتلة البرلمانية للتجمع الدستوري، وكانت عضو لجنة التربية والثقافة والاتصال بمجلس النواب المغربي.

## الأنشطة
شاركت سورية أهل حماد كممثلة للمغرب في المؤتمر الاقتصادي والاجتماعي حول شؤون المرأة الذي عقدته هيئة الأمم المتحدة في الفترة ما بين يومي 13 وحتى 24 مارس عام 2017.